# Tetrafluoroetene
Il tetrafluoroetene, o tetrafluoroetilene, conosciuto anche con la sigla commerciale TFE, è un composto chimico binario del fluoro con il carbonio, insaturo, avente formula bruta C2F4 o F2C=CF2. È un perfluoroalchene e la più semplice olefina perfluorurata: al posto dei quattro atomi di idrogeno nella molecola dell'etene qui abbiamo altrettanti atomi di fluoro. Il carbonio è qui allo stato di ossidazione +2, inferiore al massimo di +4 che raggiunge in CO2 e CF4.
Il tetrafluoroetene è il monomero che dà origine al politetrafluoroetilene (–CF2–)n, il noto Teflon, polimero perfluorurato dotato di notevole inerzia chimica e di alto valore tecnologico.
A temperatura ambiente si presenta come un gas incolore e inodore, più denso dell'aria, reattivo, irritante e nocivo, con una solubilità in acqua molto limitata (43,1 mL/L a 20 °C).
A rimarchevole differenza del tetracloroetene, composto analogo ed isoelettronico di valenza (e degli altri peralogenoeteni), che non si infiamma e anche scaldato non brucia, il tetrafluoroetene è estremamente infiammabile e forma con l'aria miscele esplosive.

## Proprietà e struttura molecolare
Il tetrafluoroetene è una molecola termodinamicamente parecchio stabile, ΔHƒ° = -658,56 kJ/mol. Tuttavia, cineticamente lo è di meno, e il composto mostra una certa instabilità, sia verso il riscaldamento, che verso un'eccessiva pressione e dovrebbe essere mantenuto sotto a circa 27 bar; comunque, è incline a polimerizzare esotermicamente, possibilmente in maniera incontrollata, per riscaldamento e compressione, per cui viene commercializzato in presenza di stabilizzatori (limonene).
La molecola del tetrafluoroetilene è planare, gli atomi F sono legati al carbonio con legami semplici, mentre i due atomi di C formano tra loro un doppio legame (σ + π) e sono ibridati sp2. La simmetria della molecola appartiene al gruppo puntuale D2h, e quindi il suo momento dipolare è nullo.
La struttura molecolare del tetrafluoroetene è stata indagata attraverso la tecnica della diffrazione elettronica in fase gassosa. Dall'analisi dei dati le lunghezze di legame e gli angoli in F2C=CF2 risultano i seguenti:
r(C=C) = 131,1 pm; r(C–F) = 131,9 pm     [per confronto: r(C=C) = 131,5 pm; r(C–F) = 132,3 pm in F2C=CH2]
∠(FCF) = 112,4°; ∠(FCC) = 123,8°     [per confronto: ∠(FCF) = 109,1° in F2C=CH2]
Si può notare come il legame C=C sia significativamente più corto del valore normale (134  pm) e così anche il legame C–F (135 pm); la lunghezza C–F è anche lievemente minore rispetto all'analoga nel fluoruro di vinilidene (1,1-difluoroetene) ed anche appena più corta rispetto a quella presente in CF4 (131,5 pm), che pure è quella più corta nella serie dei fluorometani (CH4-nFn) per il crescere della parziale carica positiva del carbonio al crescere degli atomi di fluoro presenti (aumento del carattere ionico nei legami covalenti); questo però deriva, almeno in parte, anche dal fatto che in C2F4 il C si lega a F usando un orbitale sp2, invece che uno sp3, come è nel CF4.
Per quanto riguarda gli angoli di legame, quello FCF è qui decisamente più stretto di 120°, cioè del valore previsto per l'ibridazione sp2 del carbonio, ma lievemente maggiore che nel fluoruro di vinilidene, oltre che parecchio più stretto di quello HCH nell'etilene (117,6°).
L'altro angolo, quello FCC, è un po' più largo dei 120° normali.

## Sintesi
Sono noti vari metodi sintetici per la preparazione del tetrafluoroetilene:
- Pirolisi dell'acido trifluoroacetico.[15]

 2 CF3COOH --> CF2=CF2 + 2 HF + 2 CO2
- Riarrangiamento del tetrafluorometano in un arco elettrico.[16][17]
- Declorurazione del 1,2-dicloro-1,1,2,2-tetrafluoroetano in presenza di zinco come riducente.[18]

  Cl-CF2-CF2-Cl + Zn --> CF2=CF2 + 2 ZnCl
- pirolisi del clorodifluorometano a 600-800 °C

2 CHF2Cl --> CF2=CF2 + 2 HCl
- pirolisi del trifluorometano a 600-800 °C

2 CHF3 --> CF2=CF2 + 2 HF
In particolari condizioni è possibile che la sintesi per pirolisi porti alla formazione di tracce di difluorocarbene, il quale reagisce con il tetrafluoroetilene liberando perfluoropropene e perfluoroisobutene.

## Impieghi
Il suo impiego principale è come materia prima per la sintesi di polimeri fluorurati, ad esempio il politetrafluoroetilene (più noto come PTFE o Teflon). Viene usato anche per la produzione di intermedi fluorurati quali gli iodioperfluoroalcani.

## Sicurezza
Il TFE è una molecola estremamente reattiva: è soggetto a polimerizzazione spontanea con conseguente liberazione di una grande quantità di energia.
Al di sopra di una certa temperatura il TFE si decompone in maniera incontrollata a dare tetrafluoruro di carbonio e carbone secondo la reazione di  disproporzione:
CF2=CF2  -->  CF4 (g) + C (s)         ΔHr = -257 kJ/mol
Allo scopo di prevenire incidenti il TFE viene movimentato in bombole a bassa pressione e stoccato in presenza di inibitori di polimerizzazione quali terpeni e limonene.
Il TFE è cancerogeno e può formare perossidi solidi in presenza di ossigeno.